# Giuseppe Castelli Avolio
Giuseppe Castelli Avolio (Napoli, 6 luglio 1894 – 15 luglio 1966) è stato un giurista, politico e magistrato italiano.

## Biografia
Consigliere di stato, assume la presidenza di una sezione il 10 febbraio 1949.
Il 3 dicembre 1955 viene nominato Giudice della Corte Costituzionale, e cessa dalla carica il 15 luglio 1966.
È sepolto al cimitero monumentale del Verano.
Eletto nell'Assemblea Cosituente, nella I e II legislatura, rinunciò all'incarico per incompatibilità nel dicembre del 1955, venendo sostituito da Filomena Delli Castelli.